# Guardialfiera
Guardialfiera è un comune italiano di 964 abitanti della provincia di Campobasso in Molise. Confina con i comuni di: Acquaviva Collecroce, Casacalenda, Castelmauro, Civitacampomarano, Larino, Lupara, Palata. Un tempo era sede vescovile. Nel comune di Guardialfiera è presente l'omonimo lago artificiale.

## Storia
La città di Guardialfiera è stata abitata (almeno) sin dall'XI secolo. In alcuni documenti viene descritta una torre romana che era visibile sul bordo occidentale del paese fino al X secolo.
L'origine del nome è incerta, anche se è probabile che derivi da "Guardie di Alfiero" o da "Guardie di Adalferio", dal nome del sovrano lombardo di Larino che nel 1049 conquistò la città.
Nel 1053 è probabile che il Papa Leone IX usò Guardialfiera come base per lanciare un attacco contro i Normanni che avevano occupato la vicina città di Larino nel 1050.
La sede vescovile di Guardialfiera è stata fondata nel 1061 da papa Alessandro II, probabilmente in riconoscimento del ruolo della città negli eventi del 1053.
Nel 1130 la città fu conquistata dal re normanno Ruggero II di Sicilia. Successivamente fu governata dalla famiglia Soliaco fino al 1350, poi dalla famiglia Marzano. Nel 1550 il paese passò alla famiglia Di Capua poi ai De Blasiis e nel 1636 ai Ferri, feudatari di Lupara. Il feudo di Guardialfiera venne venduto dai Ferri, nella seconda metà del XVII secolo, al giurista Serafino Biscardi (1643-1711).
Nel 1688 la città fu ricostruita dopo un terremoto.
I Biscardi tennero il feudo di Guardialfiera sino alla seconda metà del XVIII secolo, quando l'ultima discendente della famiglia, Laura, lo trasmise al figlio Alessandro Marcello Pignone del Carretto, nato dal suo matrimonio con Carlo, IV principe di Alessandria, duca di Pontelandolfo, VI marchese di Oriolo.
Costantino Lemaître (1758-1828) acquistò il feudo di Guardialfiera con l'annesso titolo di marchese nel 1793 da Alessandro Marcello Pignone del Carretto. Il Lemaître, intellettuale e giacobino, animatore dei salotti di Olimpia Frangipane, allievo di Nicola Fergola e a sua volta maestro di Vincenzo Cuoco, fu l'ultimo feudatario di Guardialfiera fino all'eversione della feudalità nel 1806.

### Simboli
Lo stemma è troncato: nel primo d'azzurro, alla lettera maiuscola G d'oro, iniziale del toponimo; nel secondo è delineata una catena di monti. Lo scudo è timbrato dalla corona turrita da Comune, e come cimiero un alfiere con elmo e zagaglia, posto a guardia della comunità. Il gonfalone è un drappo di verde.

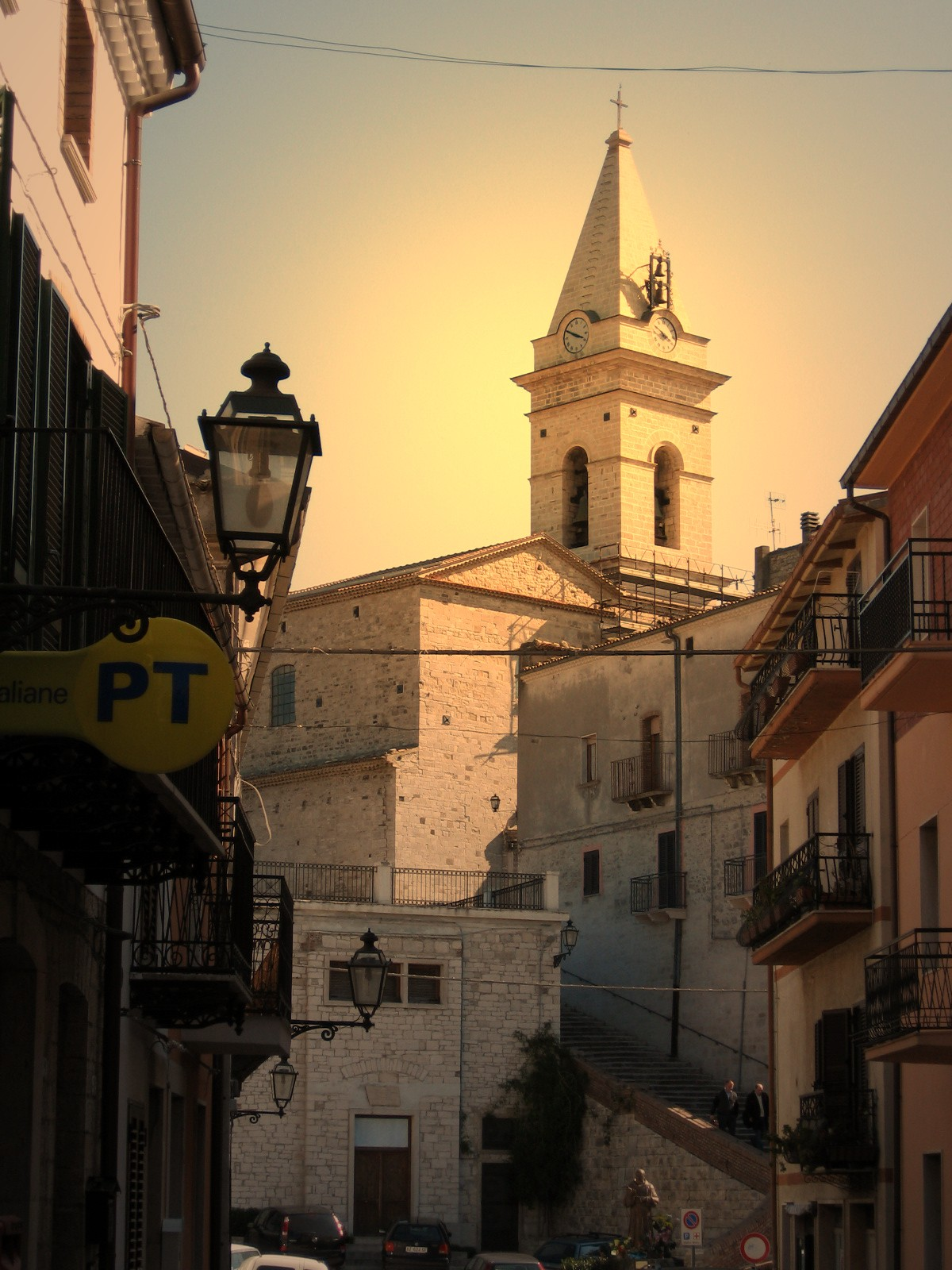
Santa Maria Assunta.

## Monumenti e luoghi d'interesse

### Chiesa di S. Maria Assunta
Di notevole interesse è la chiesa di S. Maria Assunta, la chiesa principale della città che risale almeno all'XI secolo. Molte pietre scolpite con iconografie cristiane e pagane risalenti al VII e all'VIII secolo sono state incorporate nella struttura attuale. È probabile che queste pietre fossero parte di un tempio pagano che originariamente era presente sul sito dove fu edificata la chiesa. Non è chiaro se la struttura attuale esistesse al momento della visita di Papa Leone IX nel 1053, ma i registri diocesani del tempo riportano chiaramente che la designazione di Santa Maria dell'Assunta fu elevata a una cattedrale nel 1061 ed è stata presieduta da un vescovo di nome Pietro.
Il 7 aprile 1751 le reliquie di San Gaudenzio furono trasportate da due frati cappuccini dalle catacombe di S. Priscilla alla Cattedrale di Guardialfiera e donate a mons. Pasquale Zaini, il Vescovo di Guardialfiera del tempo, da Papa Benedetto XIV. I resti sono ancora visibili oggi a Santa Maria dell'Assunta e vengono portati in processione in occasione della festa di San Gaudenzio (1 e 2 giugno), il patrono della città.
Dopo il terremoto del 1456, la cattedrale fu ricostruita e nel 1460 con l'aggiunta della Porta santa (è una delle poche Porte sante al di fuori di Roma ed è aperta una volta ogni anno durante la festa di San Gaudenzio ma non durante gli anni giubilari quando le Porte Sante a Roma sono aperte) ed una parete a nord-est dal vescovo del tempo Jacopo.
Nel 1975 una cripta medievale è stata scoperta durante il restauro della cattedrale.

### Ponte di Sant'Antonio

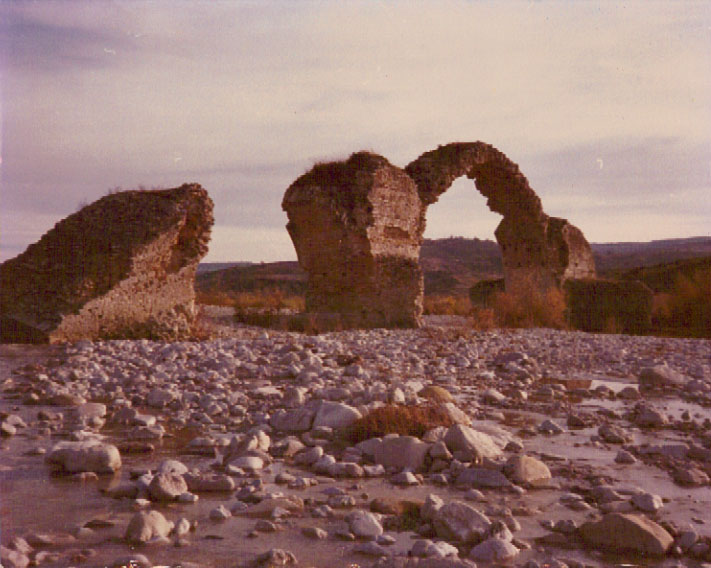
Ponte di S.Antonio prima di essere sommerso-Guardialfiera 1972.

Quando tra il 1976 e il 1977 le acque del Biferno allagarono i terreni per la diga del Liscione (Lago di Guardialfiera) furono sommersi anche i resti di un antico ponte chiamato ponte di Sant'Antonio o ponte di Annibale, dove secondo la tradizione marciò Annibale con le sue truppe per recarsi durante la seconda guerra punica nella Puglia.
Non ci sono prove esatte che sia di epoca romana, di sicuro è di periodo Angioino intorno al 1200; secondo i registri angioini è un ponte ricostruito in quegli anni (1200 ca.) su un ponte antico romano danneggiato da una piena del Biferno.

## Società

### Evoluzione demografica
Abitanti censiti

### Tradizioni e folclore
Oltre alla festa del santo patrono (San Gaudenzio, 1º giugno) ci sono altre tradizioni particolari:
- La Pasquetta: si festeggia la sera del 5 gennaio, quando gruppi di persone si organizzano per le strade e nelle case del paese per eseguire un canto religioso che si intitola appunto “La Pasquetta”; una festa simile, con lo stesso nome, si celebra lo stesso giorno a Santa Croce di Magliano.
- La festa di S. Giuseppe (19 marzo).
- Presepe Vivente: durante le festività natalizie viene organizzato dalla Proloco solitamente per 5 date. Percorso storico tra arti e mestieri durante il quale vengono offerti prodotti caldi ed alla fine della salita dopo aver osservato e partecipato ad oltre 30 scene e incontrato circa 140 personaggi, si arriva ai piedi della antica cattedrale di Guardialfiera, dove vi è la cripta romanica.

## Economia
Guardialfiera è un importante centro per la produzione dell'olio extravergine d'oliva ed è un paese membro dell'associazione nazionale città dell'olio.
Nel territorio di Guardialfiera si estende la diga del Liscione, nota come lago di Guardialfiera.

## Amministrazione
Di seguito è presentata una tabella relativa alle amministrazioni che si sono succedute in questo comune.
| Periodo          | Periodo         | Primo cittadino      | Partito                        | Carica      | Note   |
| ---------------- | --------------- | -------------------- | ------------------------------ | ----------- | ------ |
| 28 giugno 1988   | 6 giugno 1993   | Mario Di Sabato      | Democrazia Cristiana           | Sindaco     | [ 12 ] |
| 7 giugno 1993    | 28 aprile 1997  | Paolo Frascatore     | lista civica Unità e Progresso | Sindaco     | [ 12 ] |
| 28 aprile 1997   | 14 maggio 2001  | Remo Giuseppe Grande | -                              | Sindaco     | [ 12 ] |
| 14 maggio 2001   | 30 maggio 2006  | Remo Giuseppe Grande | lista civica                   | Sindaco     | [ 12 ] |
| 28 novembre 2006 | 30 gennaio 2007 | Scipione Lombardi    |                                | Comm. pref. | [ 12 ] |
| 29 maggio 2007   | 7 maggio 2012   | Giuseppe Bellini     | lista civica                   | Sindaco     | [ 12 ] |
| 7 maggio 2012    | 12 giugno 2017  | Remo Giuseppe Grande |                                | Sindaco     | [ 12 ] |
| 12 giugno 2017   | 12 giugno 2022  | Vincenzo Tozzi       | Si Amo Guardialfiera           | Sindaco     | [ 12 ] |
| 12 giugno 2022   | in carica       | Vincenzo Tozzi       | Si Amo Guardialfiera           | Sindaco     | [ 12 ] |

## Sport
La squadra di calcio locale è l’Asd Guardialfiera Calcio che milita nel campionato regionale di Promozione.